# Peter Aalbæk Jensen
Peter Aalbæk Jensen (* 8. dubna 1956 Osted) je dánský filmový producent. Spolu s režisérem Larsem von Trierem založil v roce 1992 produkční společnost Zentropa. Jako producent či vedoucí producent je uveden u přibližně dvou set filmů. V roce 2017 jej devět žen obvinilo ze sexuálního obtěžování a šikany na pracovišti.